# Aphelocephala pectoralis
Cara-branca-de-peito-castanho ou face-branca-peitoral (Aphelocephala pectoralis) é uma espécie de ave da família Pardalotidae.
É endémica da Austrália.
Os seus habitats naturais são: matagal árido tropical ou subtropical.
Está ameaçada por perda de habitat.